# Майкл Фрід
Майкл Фрід (англ. Michael Fried; 1939 Нью-Йорк) — американський художній критик, історик живопису, теоретик сучасного мистецтва, педагог. Іменний професор Zanvyl Krieger School of Arts and Sciences.

## Життєпис
У 20 років блискуче закінчив Прінстон, де слухав лекції Клемента Грінберга, що справили на нього глибокий вплив. Потім він навчався в Мертон-коледжі (Оксфорд) у Річарда Воллгейма, в Університетському коледжі в Лондоні, закінчив Гарвард (1968 р.), де зблизився з філософом Стенлі Кевеллом. Захистив дисертацію про творчість Едуара Мане. У Великій Британії подружився зі скульптором Ентоні Каро, в США - з Джулією Оліцькі і Кеннетом Ноландом.  З 1965 публікувався в журналі Artforum, де в 1967 виступив з критикою мінімалізму. Дружив з Барбарою Роуз і Френком Стеллою, став хрещеним батьком їхньої дочки. З 1968 викладав в Гарварді, з 1975 — в Університеті Джонса Хопкінса, де працює донині. Виступав опонентом Гарольда Розенберга. Читав лекції в Національній галереї у Вашингтоні у 2002 році. В останні роки активно досліджує фотомистецтво - творчість Джеффа Волла, Андреаса Гурскі та ін. Опублікував три книги віршів. Відзначений Mellon Distinguished Achievement Award.

## Праці
- Absorption and Theatricality: Painting and Beholder in the Age of Diderot. Berkeley: University of California Press, 1980
- Realism, Writing, Disfiguration: On Thomas Eakins and Stephen Crane. Chicago; London: University of Chicago Press, 1987
- Courbet’s Realism. Chicago; London: University of Chicago Press, 1990

- Manet’s Modernism. Chicago; London: University of Chicago Press, 1996
- Art and Objecthood: Essays and Reviews. Chicago; London: University of Chicago Press, 1998
- Menzel’s Realism: Art and Embodiment in Nineteenth-Century Berlin. London; New Haven: Yale UP, 2002
- Why Photography Matters as Art as Never Before. London; New Haven: Yale UP, 2008

## Ланки
- Майкл Фрід на сторінці Університету Джона Гопкінса [Архівовано 17 квітня 2017 у Wayback Machine.]